# Deuxième district congressionnel d'Arkansas
Le 2e district congressionnel de l'Arkansas est un district situé dans la partie centrale de l'État américain de l'Arkansas et comprend la majeure partie de la capitale de l'État, Little Rock, ses banlieues et ses environs. Le district est Républicain, avec indice CPVI de R+9. Cependant, en raison de l'influence de Little Rock, fortement Démocrate, il est toujours considéré comme le district le moins républicain de l'Arkansas, qui compte une délégation entièrement républicaine au Congrès.
Il est représenté à la Chambre des Représentants des États-Unis par le Républicain French Hill qui représente le district depuis janvier 2015.
Le district est basé sur la capitale de l'État, Little Rock, depuis le recensement américain de 1960.

## Géographie
| #   | Comté     | Siège         | Population |
| --- | --------- | ------------- | ---------- |
| 23  | Cleburne  | Heber Springs | 25 445     |
| 29  | Conway    | Morrilton     | 21 077     |
| 45  | Faulkner  | Conway        | 129 951    |
| 105 | Perry     | Perryville    | 10 184     |
| 119 | Pulaski   | Little Rock   | 400 009    |
| 125 | Saline    | Benton        | 129 574    |
| 141 | Van Buren | Clinton       | 16 142     |
| 145 | White     | Searcy        | 78 452     |

## Historique de vote
| Année | Poste      | Résultats              |
| ----- | ---------- | ---------------------- |
| 2000  | Président  | Bush 49 % - 48 %       |
| 2004  | Président  | Bush 51 % - 48 %       |
| 2008  | Président  | McCain 54 % - 44 %     |
| 2012  | Président  | Romney 55 % - 43 %     |
| 2016  | Président  | Trump 52 % - 42 %      |
| 2018  | Gouverneur | Hutchinson 59 % - 39 % |
| 2020  | Président  | Trump 53 % - 44 %      |
| 2020  | Sénat      | Cotton 58 % - 42 %     |
| 2022  | Sénat      | Boozman 59 % - 38 %    |
| 2022  | Gouverneur | Sanders 56 % - 43 %    |

## Liste des Représentants du district
| Membre                          | Parti      | Année                              | Congrès     | Histoire électorale |
| ------------------------------- | ---------- | ---------------------------------- | ----------- | --- |
| District créée le 4 mars 1853   |            |                                    |             | |
| Edward A. Warren (en)           | Democratic | 4 mars 1853 - 3 mars 1855          | 33e         | Élue en 1853. Retrait |
| Albert Rust                     | Democratic | 4 mars 1855 - 3 mars 1857          | 34e         | Élu en 1854. Perds sa renomination. |
| Edward A. Warren (en)           | Democratic | 4 mars 1857 - 3 mars 1859          | 35e         | Élu en 1856. Retrait. |
| Albert Rust                     | Democratic | 4 mars 1859 - 3 mars 1861          | 36e         | Élu en 1858. Retrait. |
| Vacant                          | Vacant     | 4 mars 1861 - 22 juin 1868         | 37e - 40e   | Guerre de Sécession et Reconstruction |
| James M. Hinds (en)             | Republican | 22 juin 1868 - 22 octobre 1868     | 40e         | Élu en 1868 pour finir un mandat. Décès. |
| Vacant                          | Vacant     | 22 octobre 1868 - 13 janvier       | 40e         | |
| James T. Elliott (en)           | Republican | 13 janvier 1869 - 3 mars 1869      | 40e         | Élu pour finir le mandat de Hinds. Retrait. |
| Anthony A. C. Rogers (en)       | Democratic | 4 mars 1869 - 3 mars 1871          | 41e         | Élu en 1868. Perds sa réélection. |
| Oliver P. Snyder (en)           | Republican | 4 mars 1871 - 3 mars 1875          | 42e , 43e   | Élu en 1870. Réélu en 1872. Perds sa renomination. |
| William F. Slemons (en)         | Democratic | 4 mars 1875 - 3 mars 1881          | 44e - 46e   | Élu en 1874. Réélu en 1876. Réélu en 1878. Retrait. |
| James Kimbrough Jones           | Democratic | 4 mars 1881 - 19 février 1885      | 47e , 48e   | Élu en 1880.Réélu en 1882.Démissionne lorsqu'élu Sénateur des États-Unis. |
| Vacant                          | Vacant     | 19 février 1885 - 3 mars 1885      | 48e         | |
| Clifton R. Breckinridge (en)    | Democratic | 4 mars 1885 - 5 septembre 1890     | 49e - 51e   | Redécoupage depuis le district at-large et réélu en 1884. Réélu en 1886. Perds la contestation de son élection. |
| Vacant                          | Vacant     | 5 septembre 1890 - 4 novembre 1890 | 51e         | |
| Clifton R. Breckinridge (en)    | Democratic | 4 novembre 1890 - 14 août 1894     | 51e - 53e   | Élu après que John M. Clayton fut assassiné en 1888 en attente du résultat de la contestation de l'élection. Réélu en 1890. Réélu en 1892. Démissionne pour devenir Ambassadeur des États-Unis en Russie.                                                                                           |
| Vacant                          | Vacant     | 14 août 1894 - 3 décembre 1894     | 53e         | |
| John Sebastian Little           | Democratic | 3 décembre 1894 - 3 mars 1903      | 53e - 57e   | Élu pour finir le mandat de Breckinridge. Réélu en 1894. Réélu en 1896. Réélu en 1898. Réélu en 1900. Redécoupage vers le 4e district. |
| Stephen Brundidge Jr. (en)      | Democratic | 4 mars 1903 - 3 mars 1909          | 58e - 60e   | Redécoupage depuis le 6e district et réélu en 1902. Réélu en 1904. Réélu en 1906. Retrait pour se présenter comme Gouverneur. |
| William Allan Oldfield (en)     | Democratic | 4 mars 1909 - 19 novembre 1928     | 61e - 70e   | Élu en 1908. Réélu en 1910. Réélu en 1912. Réélu en 1914. Réélu en 1916. Réélu en 1918. Réélu en 1920 Réélu en 1922. Réélu en 1924. Réélu en 1926. Réélu en 1928. Décès. |
| Vacant                          | Vacant     | 19 novembre 1928 - 9 janvier 1929  | 70e         | |
| Pearl Peden Oldfield            | Democratic | 9 janvier 1929 - 3 mars 1931       | 70e , 71e   | Élue pour finir le mandat de son mari. |
| John E. Miller (en)             | Democratic | 4 mars 1931 - 14 novembre 1937     | 72e - 75e   | Élu en 1930. Réélu en 1932. Réélu en 1934. Réélu en 1936. Démissionne lorsqu'élu Sénateur des États-Unis. |
| Vacant                          | Vacant     | 14 novembre 1937 - 3 janvier 1939  | 75e         | |
| Wilbur Mills (en)               | Democratic | 3 janvier 1939 - 3 janvier 1977    | 76e - 94e   | Élu en 1938. Réélu en 1940. Réélu en 1942. Réélu en 1944. Réélu en 1946. Réélu en 1948. Réélu en 1950. Réélu en 1952. Réélu en 1954. Réélu en 1956. Réélu en 1958. Réélu en 1960. Réélu en 1962. Réélu en 1964. Réélu en 1966. Réélu en 1968. Réélu en 1970. Réélu en 1972. Réélu en 1974. Retrait. |
| Jim Guy Tucker                  | Democratic | 3 janvier 1977 - 3 janvier 1979    | 95e         | Élu en 1976. Retrait pour se présenter comme Sénateur des États-Unis. |
| [:en:Ed_Bethune]Ed Bethune (en) | Republican | 3 janvier 1979 - 3 janvier 1985    | 96e - 98e   | Élu en 1978. Réélu en 1980. Réélu en 1982. Retrait. |
| Tommy F. Robinson (en)          | Democratic | 3 janvier 1985 - 28 juillet 1989   | 99e - 101e  | Élu en 1984. Réélu en 1986. Réélu en 1988. Change de parti. Retrait pour se présenter comme Gouverneur de l'Arkansas. |
| Tommy F. Robinson (en)          | Republican | 28 juillet 1989 - 3 janvier 1991   | 99e - 101e  | Élu en 1984. Réélu en 1986. Réélu en 1988. Change de parti. Retrait pour se présenter comme Gouverneur de l'Arkansas. |
| Ray Thornton                    | Democratic | 3 janvier 1991 - 1er janvier 1997  | 102e - 104e | Élu en 1990. Réélu en 1992. Réélu en 1994. Démissionne pour devenir Juge assesseur de la Cour Suprême de l'Arkansas. |
| Vacant                          | Vacant     | 1er janvier 1997 - 3 janvier 1997  | 104e        | |
| Vic Snyder                      | Democratic | 3 janvier 1997 - 3 janvier 2011    | 105e - 111e | Élu en 1996. Réélu en 1998. Réélu en 2000. Réélu en 2002. Réélu en 2004. Réélu en 2006. Réélu en 2008. Retrait. |
| Tim Griffin                     | Republican | 3 janvier 2011 - 3 janvier 2015    | 112e , 113e | Élu en 2010. Réélu en 2012. Retrait pour se présenter comme Lieutenant-Gouverneur de l'Arkansas. |
| French Hill                     | Republican | 3 janvier 2015 - Présent           | 114e - 117e | Élu en 2014. Réélu en 2016. Réélu en 2018. Réélu en 2020. |

## Résultats des récentes élections
Voici les résultats des dix précédents cycles électoraux dans le district.

### 2004
| Élection de 2004 du 2e district congressionnel de l'Arkansas | Élection de 2004 du 2e district congressionnel de l'Arkansas | Élection de 2004 du 2e district congressionnel de l'Arkansas | Élection de 2004 du 2e district congressionnel de l'Arkansas | Élection de 2004 du 2e district congressionnel de l'Arkansas |
| ------------------------------------------------------------ | ------------------------------------------------------------ | ------------------------------------------------------------ | ------------------------------------------------------------ | ------------------------------------------------------------ |
| Parti                                                        | Parti                                                        | Candidat                                                     | Votes                                                        | %                                                            |
|                                                              | Démocrate                                                    | Vic Snyder (sortant)                                         | 160 834                                                      | 58,17                                                        |
|                                                              | Républicain                                                  | Marvin Parks                                                 | 115 655                                                      | 41,83                                                        |
| Total des votes                                              | Total des votes                                              | Total des votes                                              | 276 493                                                      | 100%                                                         |
|                                                              | Les Démocrates conservent                                    |                                                              |                                                              |                                                              |

### 2006
| Élection de 2006 du 2e district congressionnel de l'Arkansas | Élection de 2006 du 2e district congressionnel de l'Arkansas | Élection de 2006 du 2e district congressionnel de l'Arkansas | Élection de 2006 du 2e district congressionnel de l'Arkansas | Élection de 2006 du 2e district congressionnel de l'Arkansas |
| ------------------------------------------------------------ | ------------------------------------------------------------ | ------------------------------------------------------------ | ------------------------------------------------------------ | ------------------------------------------------------------ |
| Parti                                                        | Parti                                                        | Candidat                                                     | Votes                                                        | %                                                            |
|                                                              | Démocrate                                                    | Vic Snyder (sortant)                                         | 124 871                                                      | 60,53                                                        |
|                                                              | Républicain                                                  | Andy Mayberry                                                | 81 432                                                       | 39,47                                                        |
| Total des votes                                              | Total des votes                                              | Total des votes                                              | 206 303                                                      | 100%                                                         |
|                                                              | Les Démocrates conservent                                    |                                                              |                                                              |                                                              |

### 2008
| Élection de 2008 du 2e district congressionnel de l'Arkansas | Élection de 2008 du 2e district congressionnel de l'Arkansas | Élection de 2008 du 2e district congressionnel de l'Arkansas | Élection de 2008 du 2e district congressionnel de l'Arkansas | Élection de 2008 du 2e district congressionnel de l'Arkansas |
| ------------------------------------------------------------ | ------------------------------------------------------------ | ------------------------------------------------------------ | ------------------------------------------------------------ | ------------------------------------------------------------ |
| Parti                                                        | Parti                                                        | Candidat                                                     | Votes                                                        | %                                                            |
|                                                              | Démocrate                                                    | Vic Snyder (sortant)                                         | 212 303                                                      | 76,64                                                        |
|                                                              | Vert                                                         | Deb McFarland                                                | 64 398                                                       | 23,22                                                        |
|                                                              | Write-in                                                     | Write-in                                                     | 665                                                          | 0,24                                                         |
| Total des votes                                              | Total des votes                                              | Total des votes                                              | 277 366                                                      | 100%                                                         |
|                                                              | Les Démocrates conservent                                    |                                                              |                                                              |                                                              |

### 2010
| Élection de 2010 du 2e district congressionnel de l'Arkansas | Élection de 2010 du 2e district congressionnel de l'Arkansas | Élection de 2010 du 2e district congressionnel de l'Arkansas | Élection de 2010 du 2e district congressionnel de l'Arkansas | Élection de 2010 du 2e district congressionnel de l'Arkansas |
| ------------------------------------------------------------ | ------------------------------------------------------------ | ------------------------------------------------------------ | ------------------------------------------------------------ | ------------------------------------------------------------ |
| Parti                                                        | Parti                                                        | Candidat                                                     | Votes                                                        | %                                                            |
|                                                              | Républicain                                                  | Tim Griffin                                                  | 122 091                                                      | 57,90                                                        |
|                                                              | Démocrate                                                    | Joyce Elliott (en)                                           | 80 687                                                       | 38,27                                                        |
|                                                              | Indépendant                                                  | Lance Levi                                                   | 4421                                                         | 2,10                                                         |
|                                                              | Vert                                                         | Lewis Kennedy                                                | 3599                                                         | 1,71                                                         |
|                                                              | Write-in                                                     | Write-in                                                     | 54                                                           | 0,03                                                         |
| Total des votes                                              | Total des votes                                              | Total des votes                                              | 210 852                                                      | 100%                                                         |
|                                                              | Les Républicains prennent aux Démocrates                     |                                                              |                                                              |                                                              |

### 2012
| Élection de 2012 du 2e district congressionnel de l'Arkansas | Élection de 2012 du 2e district congressionnel de l'Arkansas | Élection de 2012 du 2e district congressionnel de l'Arkansas | Élection de 2012 du 2e district congressionnel de l'Arkansas | Élection de 2012 du 2e district congressionnel de l'Arkansas |
| ------------------------------------------------------------ | ------------------------------------------------------------ | ------------------------------------------------------------ | ------------------------------------------------------------ | ------------------------------------------------------------ |
| Parti                                                        | Parti                                                        | Candidat                                                     | Votes                                                        | %                                                            |
|                                                              | Républicain                                                  | Tim Griffin                                                  | 158 175                                                      | 55,19                                                        |
|                                                              | Démocrate                                                    | Herb Rule (en)                                               | 113 156                                                      | 39,48                                                        |
|                                                              | Vert                                                         | Barbara Ward                                                 | 8566                                                         | 2,99                                                         |
|                                                              | Libertarien                                                  | Chris Hayes                                                  | 6701                                                         | 2,34                                                         |
| Total des votes                                              | Total des votes                                              | Total des votes                                              | 286 598                                                      | 100%                                                         |
|                                                              | Les Républicains conservent                                  |                                                              |                                                              |                                                              |

### 2014
| Élection de 2014 du 2e district congressionnel de l'Arkansas | Élection de 2014 du 2e district congressionnel de l'Arkansas | Élection de 2014 du 2e district congressionnel de l'Arkansas | Élection de 2014 du 2e district congressionnel de l'Arkansas | Élection de 2014 du 2e district congressionnel de l'Arkansas |
| ------------------------------------------------------------ | ------------------------------------------------------------ | ------------------------------------------------------------ | ------------------------------------------------------------ | ------------------------------------------------------------ |
| Parti                                                        | Parti                                                        | Candidat                                                     | Votes                                                        | %                                                            |
|                                                              | Républicain                                                  | French Hill                                                  | 123 073                                                      | 51,86                                                        |
|                                                              | Démocrate                                                    | Pat Hays (en)                                                | 103 477                                                      | 43,64                                                        |
|                                                              | Libertarien                                                  | Debbie Standiford                                            | 10 590                                                       | 4,50                                                         |
| Total des votes                                              | Total des votes                                              | Total des votes                                              | 237 140                                                      | 100%                                                         |
|                                                              | Les Républicains conservent                                  |                                                              |                                                              |                                                              |

### 2016
| Élection de 2016 du 2e district congressionnel de l'Arkansas | Élection de 2016 du 2e district congressionnel de l'Arkansas | Élection de 2016 du 2e district congressionnel de l'Arkansas | Élection de 2016 du 2e district congressionnel de l'Arkansas | Élection de 2016 du 2e district congressionnel de l'Arkansas |
| ------------------------------------------------------------ | ------------------------------------------------------------ | ------------------------------------------------------------ | ------------------------------------------------------------ | ------------------------------------------------------------ |
| Parti                                                        | Parti                                                        | Candidat                                                     | Votes                                                        | %                                                            |
|                                                              | Républicain                                                  | French Hill (sortant)                                        | 176 472                                                      | 58,34                                                        |
|                                                              | Démocrate                                                    | Dianne Curry                                                 | 111 347                                                      | 36,81                                                        |
|                                                              | Libertarien                                                  | Chris Hayes                                                  | 14 342                                                       | 4,74                                                         |
|                                                              | Write-in                                                     | Write-in                                                     | 303                                                          | 0,10                                                         |
| Total des votes                                              | Total des votes                                              | Total des votes                                              | 302 464                                                      | 100%                                                         |
|                                                              | Les Républicains conservent                                  |                                                              |                                                              |                                                              |

### 2018
| Élection de 2018 du 2e district congressionnel de l'Arkansas | Élection de 2018 du 2e district congressionnel de l'Arkansas | Élection de 2018 du 2e district congressionnel de l'Arkansas | Élection de 2018 du 2e district congressionnel de l'Arkansas | Élection de 2018 du 2e district congressionnel de l'Arkansas |
| ------------------------------------------------------------ | ------------------------------------------------------------ | ------------------------------------------------------------ | ------------------------------------------------------------ | ------------------------------------------------------------ |
| Parti                                                        | Parti                                                        | Candidat                                                     | Votes                                                        | %                                                            |
|                                                              | Républicain                                                  | French Hill (sortant)                                        | 132 125                                                      | 52,13                                                        |
|                                                              | Démocrate                                                    | Clarke Tucker (en)                                           | 116 135                                                      | 45,82                                                        |
|                                                              | Libertarien                                                  | Joe Swafford                                                 | 5193                                                         | 2,05                                                         |
| Total des votes                                              | Total des votes                                              | Total des votes                                              | 253 453                                                      | 100%                                                         |
|                                                              | Les Républicains conservent                                  |                                                              |                                                              |                                                              |

### 2020
| Élection de 2020 du 2e district congressionnel de l'Arkansas | Élection de 2020 du 2e district congressionnel de l'Arkansas | Élection de 2020 du 2e district congressionnel de l'Arkansas | Élection de 2020 du 2e district congressionnel de l'Arkansas | Élection de 2020 du 2e district congressionnel de l'Arkansas |
| ------------------------------------------------------------ | ------------------------------------------------------------ | ------------------------------------------------------------ | ------------------------------------------------------------ | ------------------------------------------------------------ |
| Parti                                                        | Parti                                                        | Candidat                                                     | Votes                                                        | %                                                            |
|                                                              | Républicain                                                  | French Hill (sortant)                                        | 132 125                                                      | 52,13                                                        |
|                                                              | Démocrate                                                    | Joyce Elliott (en)                                           | 116 135                                                      | 45,82                                                        |
| Total des votes                                              | Total des votes                                              | Total des votes                                              | 253 453                                                      | 100%                                                         |
|                                                              | Les Républicains conservent                                  |                                                              |                                                              |                                                              |

### 2022
La Primaire Démocrate a été annulée. Quintessa Hathaway avance vers l'Élection Générale.
| Primaire Républicaine de 2022 du 2e District Congressionnel de l'Arkansas | Primaire Républicaine de 2022 du 2e District Congressionnel de l'Arkansas | Primaire Républicaine de 2022 du 2e District Congressionnel de l'Arkansas | Primaire Républicaine de 2022 du 2e District Congressionnel de l'Arkansas | Primaire Républicaine de 2022 du 2e District Congressionnel de l'Arkansas |
| ------------------------------------------------------------------------- | ------------------------------------------------------------------------- | ------------------------------------------------------------------------- | ------------------------------------------------------------------------- | ------------------------------------------------------------------------- |
| Parti                                                                     | Parti                                                                     | Candidat                                                                  | Votes                                                                     | %                                                                         |
|                                                                           | Républicain                                                               | French Hill (sortant)                                                     | 49 488                                                                    | 58,5                                                                      |
|                                                                           | Républicain                                                               | Conrad Reynolds                                                           | 35 078                                                                    | 41,5                                                                      |

| Élection de 2022 du 2e district congressionnel d'Arkansas, | Élection de 2022 du 2e district congressionnel d'Arkansas, | Élection de 2022 du 2e district congressionnel d'Arkansas, | Élection de 2022 du 2e district congressionnel d'Arkansas, | Élection de 2022 du 2e district congressionnel d'Arkansas, |
| ---------------------------------------------------------- | ---------------------------------------------------------- | ---------------------------------------------------------- | ---------------------------------------------------------- | ---------------------------------------------------------- |
| Parti                                                      | Parti                                                      | Candidat                                                   | Votes                                                      | %                                                          |
|                                                            | Républicain                                                | French Hill (sortant)                                      | 147 975                                                    | 60,0                                                       |
|                                                            | Démocrate                                                  | Quintessa Hathaway                                         | 86 887                                                     | 35,3                                                       |
|                                                            | Libertarien                                                | Michael White                                              | 11 584                                                     | 4,7                                                        |
| Total des votes                                            | Total des votes                                            | Total des votes                                            | 246 446                                                    | 100%                                                       |
|                                                            | Les Républicains conservent                                |                                                            |                                                            |                                                            |

### 2024
Les Primaires Républicaine et Démocrate ont été annulées. French Hill (R-Sortant), et Marcus Jones (D) avancent vers l'Élection Générale
| Élection de 2024 du 2e District Congressionnel de l'Arkansas | Élection de 2024 du 2e District Congressionnel de l'Arkansas | Élection de 2024 du 2e District Congressionnel de l'Arkansas | Élection de 2024 du 2e District Congressionnel de l'Arkansas | Élection de 2024 du 2e District Congressionnel de l'Arkansas |
| ------------------------------------------------------------ | ------------------------------------------------------------ | ------------------------------------------------------------ | ------------------------------------------------------------ | ------------------------------------------------------------ |
| Parti                                                        | Parti                                                        | Candidat                                                     | Votes                                                        | %                                                            |
|                                                              | Républicain                                                  | French Hill (sortant)                                        | 180 509                                                      | 58,9                                                         |
|                                                              | Démocrate                                                    | Marcus Jones                                                 | 125 777                                                      | 41,1                                                         |
| Total des votes                                              | Total des votes                                              | Total des votes                                              | 306 286                                                      | 100 %                                                        |
|                                                              | Les Républicains conservent                                  |                                                              |                                                              |                                                              |